# دوري كرة القدم الإنجليزي 1897–98
دوري كرة القدم الإنجليزي 1897–98 هو موسم من دوري كرة القدم الإنجليزي. أقيم خلال الفترة 1 سبتمبر 1897 وحتى 30 أبريل 1898، وفاز فيه شيفيلد يونايتد.